# Kawakami Ryu
Ryu Kawakami (川上 竜 Kawakami Ryu, sinh ngày 25 tháng 10 năm 1994) là một cầu thủ bóng đá người Nhật Bản. Anh thi đấu cho Giravanz Kitakyushu.

## Sự nghiệp
Ryu Kawakami gia nhập câu lạc bộ J3 League Fukushima United FC năm 2017.